# Manuel José Mendes Leite
Manuel José Mendes Leite (Aveiro, 18 de maio de 1809 — Aveiro, 21 de agosto de 1887), foi um jurista, político e jornalista ligado ao setembrismo. Foi um dos fundadores de A Revolução de Setembro.

## Biografia
Manuel José Mendes Leite nasceu em Aveiro, a 18 de Maio em 1809, filho de Teresa Tomásia Leite e de Bento José Mendes Guimarães, comerciantes muito ricos para o meio e homem envolvido na política local.
Destinado a seguir uma carreira na advocacia, depois das primeiras letras no Convento de Santo António de Aveiro e de naquela cidade ter realizado estudos preparatórios, frequentando as aulas de latim e lógica, em 1824 matriculou-se em Direito (Cânones e Leis) na Universidade de Coimbra.
Ingressando na Universidade nos tempos turbulentos que se seguiram à Revolução do Porto, logo foi contagiado pelas ideias liberais, envolvendo-se activamente nas lutas estudantis do tempo. Em 1826 ajudou a formar o Batalhão Académico de 1826, mantendo-se nele até à sua dissolução pelas Cortes em 1827 e batendo-se depois contras as forças miguelistas comandadas por Manuel da Silveira Pinto da Fonseca Teixeira, 1.º marquês de Chaves, aquando da aclamação de D. Miguel como rei absoluto em 1828.
Derrotados os liberais e tendo-se gorado a Belfastada, teve que se refugiar na Galiza e, depois, em Inglaterra, seguindo o caminho do núcleo central da emigração liberal. No processo que se seguiu, a 28 de Março de 1829 foi expulso da Universidade em virtude das suas ideias liberais, ficando os seus estudos suspensos.
Não acompanhou o grosso das forças liberais na sua passagem pelos Açores, não tendo assim participado no desembarque do Mindelo. Regressou directamente de Inglaterra, numa embarcação fretada conjuntamente com outros emigrados, em finais de Julho de 1832, tendo desembarcado clandestinamente na zona do Porto, cidade onde se incorporou nas tropas de D. Pedro IV. Foi de imediato incorporado no Batalhão de Voluntários Académicos, ficando adstrito à respectiva artilharia, participando activamente na defesa da cidade durante o cerco do Porto.
Em finais de 1832 foi enviado a Inglaterra com o objectivo de negociar a aquisição de montadas e arreios para as forças liberais, razão pela qual lhe foi oferecida uma condecoração, que terá recusado.
Fez depois parte das forças que se instalaram na Serra do Pilar, tendo tido parte nos combates que se travaram naquela frente até ser seleccionado para integrar as forças que se dirigiram por via marítima para o Algarve, onde desembarcou. Participou depois em toda a campanha comandada pelo duque da Terceira, que culminaria com a conquista de Lisboa.
Terminada a guerra com a assinatura da convenção de Évora-Monte, Mendes Leite reingressou na Universidade de Coimbra em Outubro de 1834, concluindo nesse ano o 4.º ano de Leis, terminando a sua formatura no ano de 1836.
Militando na esquerda liberal, foi um dos apoiantes da revolução de Setembro, aderindo com entusiasmo ao setembrismo mais radical. Em consequência foi nomeado secretário-geral do governo civil do Distrito de Aveiro, cargo que desempenhou até Junho de 1838. Em 1839 foi nomeado presidente da Câmara Municipal de Aveiro, cargo no qual desenvolveu notável acção. No ano seguinte foi nomeado comandante da Guarda Nacional de Aveiro.
Com o patrocínio do seu conterrâneo e amigo José Estêvão Coelho de Magalhães eleito deputado pelo círculo de Aveiro nas eleições gerais realizadas a 22 de Março de 1840 (4.ª legislatura da monarquia constitucional). Prestou juramento a 5 de Junho de 1840, integrando-se na bancada parlamentar dos radicais de esquerda, então liderada por José Estêvão Coelho de Magalhães. Naquele mandato, como aliás seria norma nos 16 anos que passaria no parlamento, teve fraca participação em comissões, apenas participando nos trabalhos de uma obscura Comissão Especial das Misericórdias.
As suas intervenções parlamentares durante a legislatura eram fortemente críticas do governo, particularmente da interferência governativa nas eleições. Teve por diversas vezes de se defender de acusações de que manipulara a sua eleição e de que seria um dos cabecilhas da agitação popular que então se verificava na região de Aveiro. Culminando a dura oposição que fazia ao governo, a 8 de Julho de 1840, poucos meses decorridos na legislatura, subscreveu, com José Estêvão, uma moção de censura ao governo, a que logo a 13 de Agosto se seguiu um protesto formal, também conjunto, contra a suspensão da liberdade de imprensa. O mesmo aconteceria num protesto contra a dissolução da Guarda Nacional de Aveiro, de que fora comandante.
Este trabalho conjunto com José Estêvão manter-se-ia durante toda a legislatura, constituindo um dos principais núcleos de oposição política parlamentar, onde se entrecruzavam tendências conspirativas diversas, ligadas à Maçonaria e múltiplas tentativas de agitação dos meios militares contra os governos ordeiros de então.
Nesse mesmo ano de 1840, em sociedade com José Estêvão, seu particular amigo, fundaram o periódico A Revolução de Setembro (1840-1892), jornal liberal de esquerda, mantendo sem tréguas a luta política contra o conservadorismo oitocentista. Este jornal vir-se-ia a revelar, em boa parte graças ao talento de António Rodrigues Sampaio, um dos mais bem sucedidos e influentes periódicos portugueses de sempre, conseguindo tiragens da ordem dos 23 000 exemplares e expansão nacional, num período em que o analfabetismo rondava os 90% e as comunicações eram extraordinariamente difíceis e caras.
Terminada a legislatura, a 10 de Fevereiro de 1842, realizaram-se eleições gerais em Junho imediato, mas nelas Mendes Leite, apesar da influência que tinha em Aveiro, não conseguiu ser eleito, tal era a força do cabralismo. Em resultado redobrou o seu trabalho de agitação extra-parlamentar e no campo jornalístico, com destaque para A Revolução de Setembro, de que era um dos principais accionistas.
Nos anos subsequentes, após várias tentativas fracassadas de agitação anticabralista, foi obrigado a procurar refúgio no exílio, primeiro na Galiza e depois em Gibraltar, de onde o governo de António Bernardo da Costa Cabral procurou obter a extradição. Daí partiu para Inglaterra, acabando por se juntar em Paris ao seu inseparável amigo e conterrâneo José Estêvão, também exilado.
Até 1846 entrou por diversas vezes clandestinamente em Portugal, procurando organizar a oposição e tentando, sem sucesso, o derrube do cabralismo pela via revolucionária.
Estalada a Revolução da Maria da Fonte e demitido o governo de Costa Cabral, Mendes Leite foi um dos beneficiários da amnistia do crimes políticos então promulgada. Regressou a Lisboa, sendo um dos homenageados num grande jantar realizado no Verão de 1846, no Teatro Nacional D. Maria II da capital portuguesa.
Mas esta situação de paz foi de pouca dura, já que a 6 de Outubro imediato ocorreu o golpe palaciano da Emboscada, precipitando-se na sua sequência os acontecimentos que levariam à guerra civil da Patuleia. Mendes Leite partiu de imediato para Aveiro, onde liderou a organização de milícias anticartistas, tendo-se de seguida instalado no Porto, onde fez parte da Junta Governativa, com a pasta da Marinha.
Tendo sido um dos redactores do armistício que se seguiu à acção do Alto Viso, participou, em Maio de 1847, na expedição do general Francisco Xavier da Silva Pereira, o 1.º conde das Antas, que acabou aprisionada, fora da barra do Douro, pela esquadra inglesa comandada pelo comodoro Thomas Maitland. Em consequência, foi encarcerado na Fortaleza de São Julião da Barra, onde chegou a estar hasteada a bandeira de Inglaterra, ali permanecendo até à convenção de Gramido, após a qual recuperou a liberdade.
No Verão de 1848, por ordem de Mendes Leal, esteve encarcerado no Limoeiro de Lisboa, falsamente acusado de cumplicidade na conspiração das hidras.
Instalada a Regeneração, havendo eleições, foi novamente eleito deputado por Aveiro nas eleições gerais que se realizaram em Novembro de 1851, prestando juramento nas Cortes a 17 de Janeiro de 1852. Mantendo-se fiel às suas convicções de esquerda, foi um dos opositores ao nascente Partido Regenerador, tendo acompanhado, a 27 de Fevereiro de 1852, a moção de censura ao governo apresentada a propósito da fixação dos contingentes militares por António Maria Ribeiro da Costa Holtreman, a qual foi esmagadoramente rejeitada.
Ainda nesse ano de 1852 a sua acção parlamentar foi notável pela luta que desenvolveu pela abolição da pena de morte para os crimes políticos, consagrada no aditamento por ele apresentado, e aprovado em votação nominal na sessão de 29 de Março de 1852, após larga discussão e com forte oposição do governo. A emenda foi integrado no Acto Adicional à Carta Constitucional daquele ano. Esta foi, sem dúvida, a sua maior vitória política, tendo desencadeado uma crise política, já que o governo suspendeu o parlamento por dois meses. Reabertas as Cortes, Mendes Leite continuou a sua cruzada oposicionista, votando contra o plano e orçamento apresentado pelo governo de Fontes Pereira de Melo.
Nas eleições gerais de 12 de Dezembro de 1852 foi novamente eleito pelo círculo de Aveiro, mas a sua prestação parlamentar foi pouco relevante. Reeleito, novamente por Aveiro, numa eleição suplementar realizada em Novembro de 1853, apenas prestou juramento a 16 de Março de 1855, justificando a ausência por negócios particulares que o retinham em Aveiro. Nas eleições gerais de 9 de Novembro de 1856 foi eleito pelo círculo da Feira, prestando juramento a 24 de Janeiro de 1857. Neste mandato teve maior participação, fazendo parte da Comissão Eleitoral, tendo, nessa condição, apresentado ao hemiciclo um aditamento ao debate da verificação de poderes, com o objectivo de proibir as autoridades civis de agirem em representação do governo nos processos eleitorais. Pugnou por algumas obras públicas, entre as quais a melhoria da barra do porto de Aveiro.
A 14 de Março de 1860 foi nomeado, pela primeira de quatro vezes, governador civil do distrito de Aveiro, cargo que exerceu efemeramente até 15 de Agosto seguinte.
Nas eleições gerais de 22 de Abril de 1861 foi novamente eleito deputado pelo círculo de Aveiro, mas apenas prestou juramento a 18 de Março de 1863, novamente retido por assuntos particulares em Aveiro. Agora já sem José Estêvão, que falecera a 4 de Novembro de 1862, a sua posição era mais apagada, embora se assumisse como o herdeiro moral e político daquele estadista.
Foi eleito deputado pela última vez, também pelo círculo de Aveiro, nas eleições gerais realizadas a 11 de Setembro de 1864, tendo, nessa curta legislatura de apenas 5 meses, feito parte da Comissão de Estatística.
Regressado a Aveiro, abandonou a actividade parlamentar, mas não perdeu a sua importância política. No período entre 1871 e 1886 desempenhou, por três vezes, o cargo de governador civil do Distrito de Aveiro, mantendo-se ideologicamente numa linha liberal de pendor esquerdista. Foi governador civil nos períodos de 29 de Dezembro de 1871 a 15 de Março de 1877; de 6 de Fevereiro de 1878 a 4 de Junho de 1879; e de 30 de Março de 1881 a 25 de Fevereiro de 1886. No total foram quase 12 anos como governador civil durante os 15 anos transcorridos entre o início do seu primeiro mandato e o termo do último.
Quando, em Maio de 1884, um grupo de amigos o festejaram pelo aniversário, consagrando-lhe um opúsculo, sob o título A Manuel José Mendes Leite. Os seus amigos e admiradores, Bulhão Pato escreveu dele as seguintes palavras: É dos poucos, – ai de mim! – raríssimos, que ainda restam dos heróicos aventureiros que vieram conquistar a Pátria, redimi-la da tirania, e trazer-lhe a liberdade no regaço das suas togas. Vi-o, pela primeira vez quando eu tinha dezoito anos. Fui simultaneamente apresentado a ele e a José Estêvão, o seu companheiro da infância, o seu peregrino do exílio, o seu camarada das batalhas, o seu confrade na religião do progresso! Era uma coisa respeitável e santa, a amizade destes dois homens. Nunca houve laços fraternos mais apertados. Tudo partilharam as duas grandes almas: revezes, amarguras, saudade, prosperidades, lampejos de glória, até que um deles caiu, quando o poder da sua voz iluminava a tribuna com os clarões de um Sinai! Nesse dia fúnebre, nesse dia de luto para Portugal, o coração de Mendes Leite bateu-lhe no largo peito, nos ímpetos de uma dor, que ainda hoje verte lágrimas! A fundação de A Revolução de Setembro, onde Sampaio vibrou a espada com o vigor e destreza do mais valente lidador do jornalismo deste país, deve-se a Manuel Leite; como se lhe deve também a abolição da pena de morte em crimes políticos. A hombridade do homem público corresponde, em Mendes Leite, às nobres qualidades do homem particular. No declívio da vida tem o máximo a que aspiram os honrados corações: a veneração dos seus conterrâneos, o amor dos amigos, a tranquilidade de uma consciência imaculada!. Tal mostra o crédito que granjeara para o final da sua vida.
Depois deste aniversário, ainda se manteve nas funções de governador civil do Distrito de Aveiro até quase aos 77 anos de idade, uma proeza dada a esperança média de vida ao tempo. Naquele ano foi substituído por razões de saúde.
Faleceu a 21 de Agosto de 1887, na sua casa do Seixal, na cidade de Aveiro, ficando como exemplo de lutador por ideais, homem sério e político intemerato de grandes méritos. De um sincero plebeísmo, nunca aceitou quaisquer condecorações ou honras.